# ペニャロール・ラグビー
ペニャロール・ラグビー（西: Peñarol Rugby）は、スーペル・ラグビー・アメリカス（SRA）に所属するウルグアイ・モンテビデオのラグビーユニオンチーム。サッカーで有名なペニャロールのラグビー部門。

## 概要
南米最高峰のラグビーユニオンリーグであるスーペルリーガ・アメリカーナ・デ・ラグビー（SLAR）に参戦するウルグアイチームとして創設。
SLARの北米へのフランチャイズ拡大による発展的改組に伴い、2023シーズンからスーペル・ラグビー・アメリカス（SRA）に所属。

## 歴史
2019年11月、翌年3月に開幕するSLARに参戦するウルグアイのチームとして創設された。
リーグ初年度の2020シーズンは、1試合を消化したところでCOVID-19パンデミックの影響によりシーズン打ち切りとなった。
2021シーズンは、レギュラーシーズンを7勝3敗の2位で終え、上位4チームが出場する決勝トーナメントに駒を進めた。決勝トーナメントでは、初戦でチリのセルクナムに17-14で勝利して決勝に進出した。決勝ではアルゼンチンのハグアレスXVに28-36で敗れたものの準優勝という成績を残した。
2022シーズンは、レギュラーシーズンを8勝2敗の1位で終えると、決勝トーナメントの初戦でコロンビアのカフェテロス・プロに34-13で勝利し、続く決勝でもチリのセルクナムに24-13で勝利して初優勝を遂げた。
シーズン終了後、SLARの所属チームが北米のチームと対戦する大会であるチャレンジカップ・オブ・ジ・アメリカズ（Challenge Cup of the Americas）に参加した。この大会はアメリカのデンバーで開催され、ペニャロール・ラグビーの他に、アルゼンチンのハグアレスXV、アメリカのアメリカン・ラプターズ、カナダのUBCオールドボーイズ・レイブンズ（UBC Old Boys Ravens）が参加した。ペニャロール・ラグビーは、UBCオールドボーイズ・レイブンズに14-23で敗戦、アメリカン・ラプターズに26-10で勝利し、1勝1敗で2位となった。優勝は北米の2チームに連勝したハグアレスXV。

## タイトル
- スーペルリーガ・アメリカーナ・デ・ラグビー
  - 優勝 1回（2022）

## スコッド
2021シーズンのスコッド（2021年11月現在）
| プロップ - ディエゴ・アルベロ - マティアス・ベニテス - フアン・エチェベリア - マテオ・ペリージョ - Facundo Pomponio フッカー - ファクンド・ガッタス - ギジェルモ・プハーダス - Ezequiel Ramos ロック - フェリペ・アリアガ - Lucas Bianchi - フアンフアン・ガレセ - Nahuel Milan | フランカー/No.8 - マヌエル・アルダオ - マルコス・チャムヤン - サンティアゴ・シベッタ - カルロス・デウス - エリック・ドサントス - Conrado Roura - ルーカス・ビアンチ スクラムハーフ - Santiago Álvarez - Manuel Nogués フライハーフ - フェリペ・エチェベリ - Martín Roger | センター - Juan Manuel Alonso - ニコラス・フレイタス - トマス・インシアルテ - アンドレス・ビラセカ ウイング - Balatazar Amaya - フェデリコ・ファバロ フルバック - ホセ・マリア・イルレギ - ロドリゴ・シルバ |
| | | |
| 太字はキャップを持っている選手。はキャプテン。 | | |

## 歴代所属選手
- アンドレス・ビラセカ
- イグナシオ・ドッティ
- フアン・マヌエル・カット
- ヤンリー・デュトイ
- ホアキン・ファウンソロ
- アグスティン・デラ・コルテ
- イグナシオ・ペクロ
- ガストン・ミエレス
- サンティアゴ・アラタ
- ディエゴ・マグノ
- ニコラス・フレイタス
- フアン・エチェベリア
- フェデリコ・ファバロ
- マテオ・サンギネッティ
- レイナルド・ピウッシ